# Kuckum
Kuckum ist ein Dorf im nordrhein-westfälischen Kreis Heinsberg und seit 1972 ein Ortsteil der Stadt Erkelenz. Das Dorf lag im geplanten Abbaugebiet des Braunkohletagebaues Garzweiler II und wurde seit Dezember 2016 nach Kuckum (neu) nördlich von Erkelenz umgesiedelt.
Im Oktober 2022 wurde beschlossen, ab 2030 in NRW keine Braunkohle mehr für die Stromerzeugung einzusetzen. Die Vorkommen unter dem Dorf sollen daher nicht genutzt werden, weshalb es erhalten bleiben kann.

## Geographie
Kuckum liegt in der Erkelenzer Börde. Der Ort liegt am nördlichen Talrand der Niers in einer Höhe von 76–78 m über NN, das Gelände fällt im Süden leicht zur Niers ab, im Norden steigt es bis zu 84 m über NN an.

### Lage
Kuckum liegt östlich von Erkelenz.
Im Nordosten liegt Wanlo (Stadt Mönchengladbach), im Osten Keyenberg, im Süden Oberwestrich und Unterwestrich, im Westen Kaulhausen, im Nordwesten Venrath.

### Gewässer

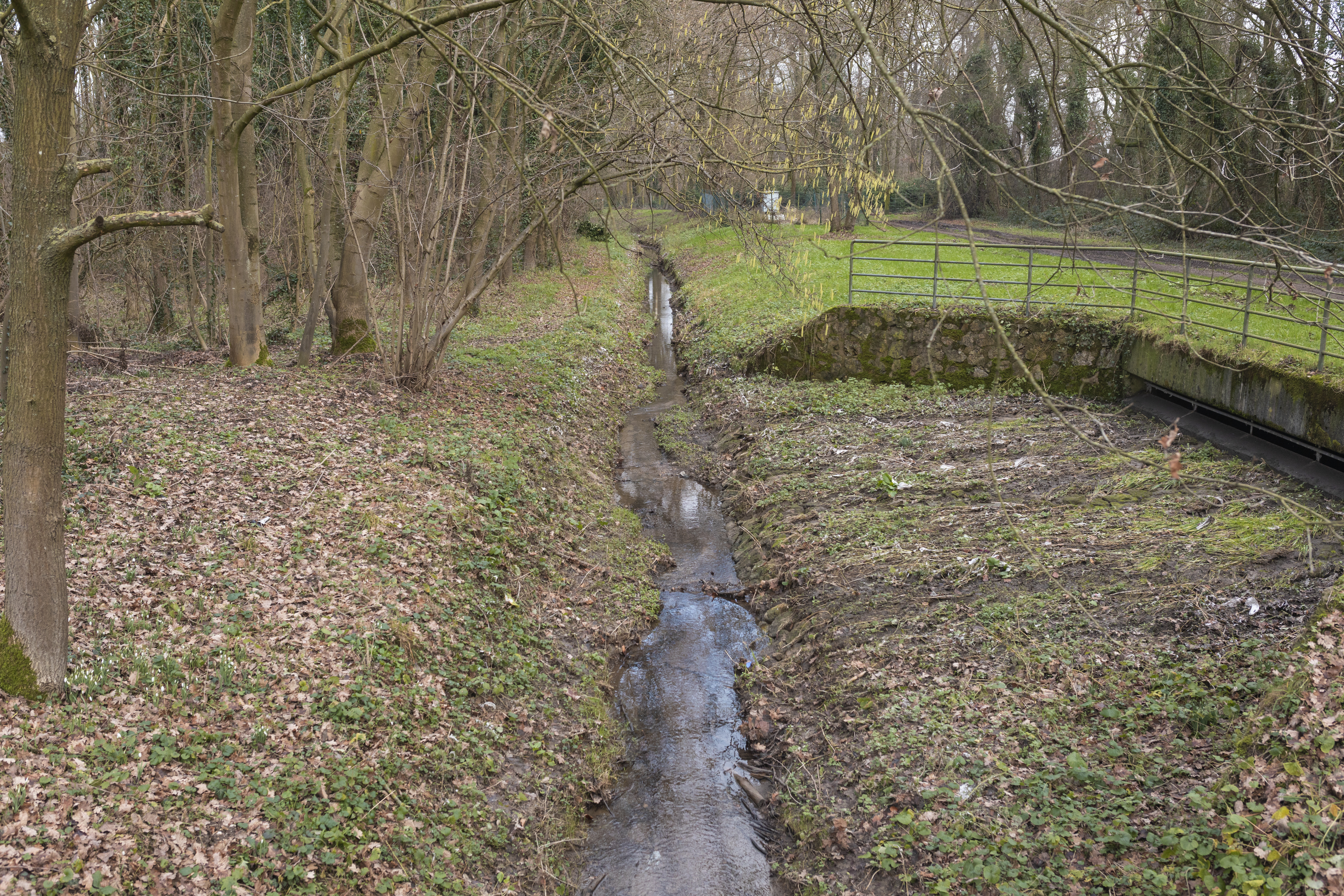
Die Niers kurz hinter ihrer Quelle

Bei Kuckum befindet sich das Quellgebiet der Niers. „Die Niers entspringt in Kuckum bei Wanlo in einem Ziegenstall.“ So lernten es die Kinder noch in den 1930er und 1950er Jahren in der Schule. Tatsächlich liegt der Nullpunkt der Niers in Kuckum.
In verschiedenen Büchern findet man Hinweise auf weitere Quellen und Zuflüsse der Niers. So schreibt Norbert Banritzer in der von der Stadt Erkelenz herausgegebenen Dokumentation Kulturlandschaft Erkelenzer Börde. Gestaltete Heimat: „Die Niers besaß in den Weihern des Zourshofes und im Talgraben zwischen Unterweststrich und Kuckum zahlreiche Quellen. Am bekanntesten war der ‚Klocken Sprung'… Neben den Quellen versorgte u. a. auch die Köhm die Niers mit Wasser.“
Das älteste Schriftzeugnis, welches die Niers erstmals erwähnt, stammt aus der Römerzeit. Es handelt sich hierbei um einen Votivstein für die Matronen Nersihenae. Aus dieser ersten urkundlichen Erwähnung der Niers wird 855 n. Chr. zunächst NERSE, später NIERS. Der Stein gehört heute zum Fundus des Rheinischen Landesmuseums Bonn.

### Siedlungsform
Kuckum entwickelte sich als Straßendorf im Norden, parallel der nahen Niers.

## Geschichte

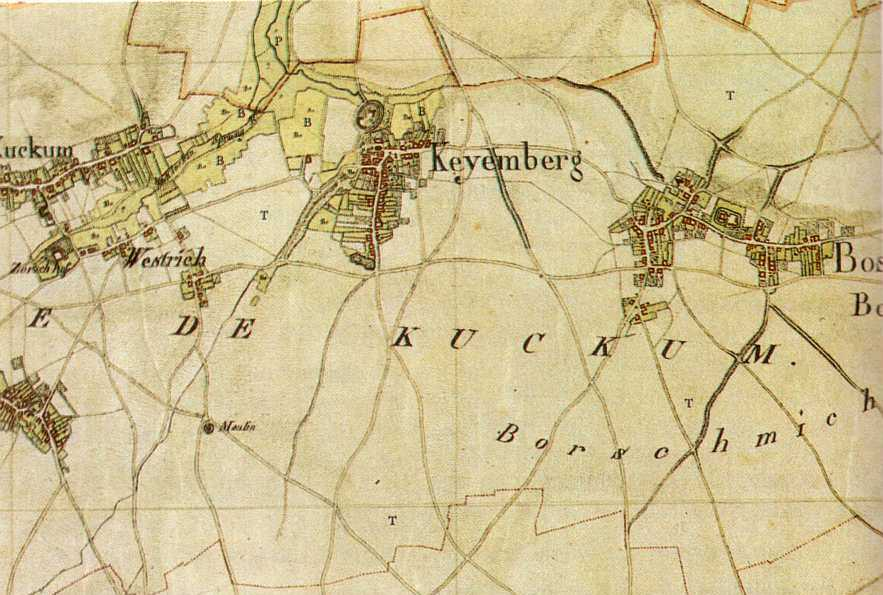
Mairie de Kuckum, 1806

1385 gehörte Kuckum zum Dingstuhl Wanlo im Amt Kaster des Herzogtums Jülich. Diese Zugehörigkeit blieb bis 1794 bestehen.
Am 23. April 1758 zerstörte eine Feuersbrunst fast den gesamten Ort.
Unter der französischen Herrschaft von 1794 bis 1814 wurde die Mairie Kuckum im Kanton Erkelenz errichtet. Sie bestand aus den Orten Berverath, Borschemich, Kaulhausen, Keyenberg, Kuckum, Venrath und Westrich.
Kuckum gelangte 1815 zum Königreich Preußen. Die ehemalige Mairie Kuckum wurde aufgehoben. Die bisherigen Orte dieser Mairie wurden in die neu gebildete Bürgermeisterei Keyenberg im Landkreis Erkelenz eingegliedert – aber ohne Kuckum. Das Dorf kam zur Bürgermeisterei Wanlo im Landkreis Grevenbroich. Im Jahre 1934 wurden Kuckum und Wanlo in die Gemeinde Wickrath eingemeindet.
Am 27. Februar 1945 nahmen während der Operation Grenade amerikanischen Soldaten des 175. Regiments der 29. US-Infanterie Division das Dorf ein.
Am 1. Januar 1972 wurde Kuckum aus der Gemeinde Wickrath aus- und in die Stadt Erkelenz eingegliedert.

### Umsiedlung

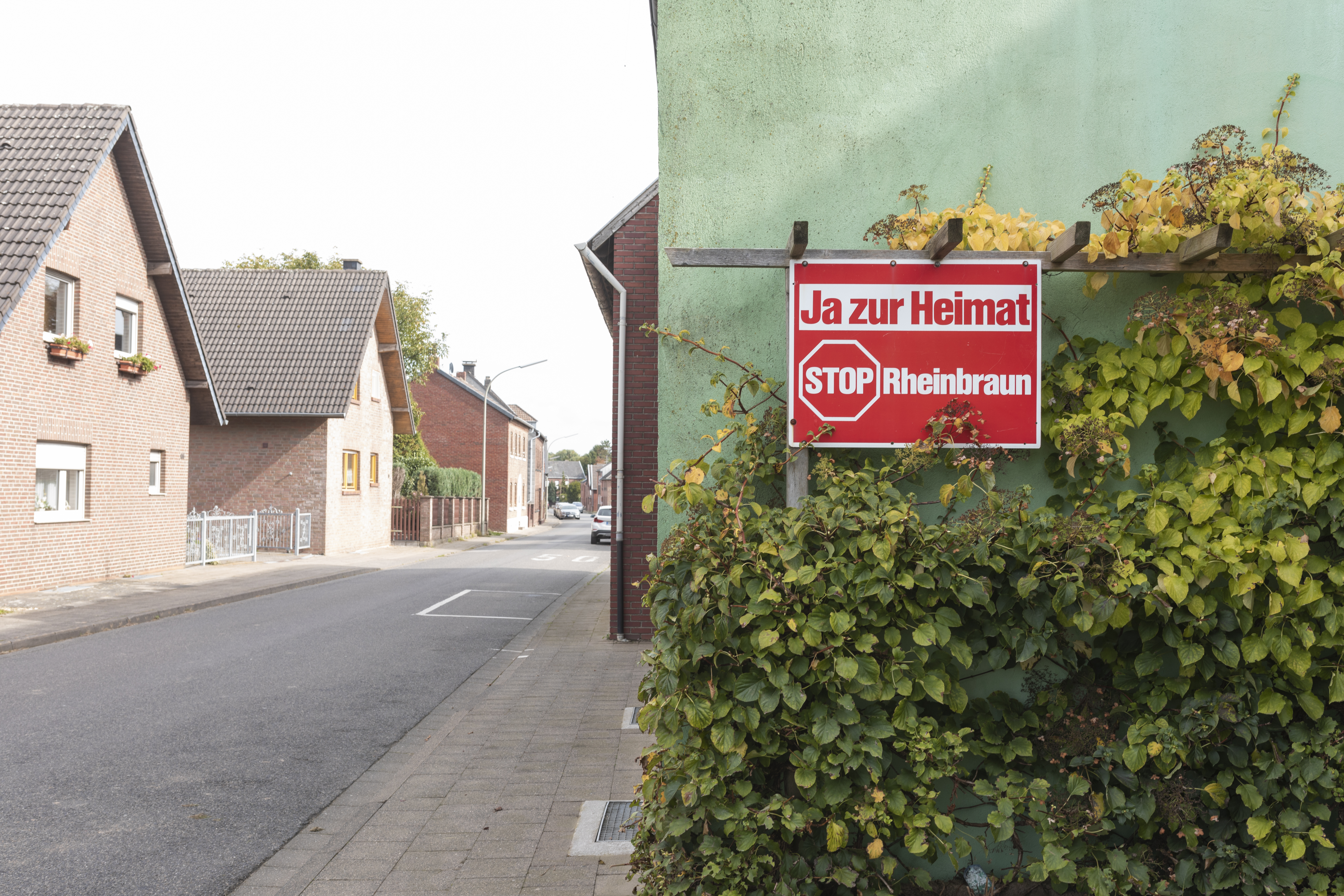
Protestschild am westlichen Ortseingang von Kuckum gegen Rheinbraun (heutige RWE Power)

Kuckum liegt im ursprünglich geplanten Abbaugebiet des von RWE Power betriebenen Tagebau Garzweiler. Zusammen mit Keyenberg, Berverath, Oberwestrich und Unterwestrich bildete Kuckum die dritte Umsiedlungsphase im Plangebiet Garzweiler II. Die fünf Orte wurden seit 2016 gemeinsam an einen Standort nördlich von Erkelenz, direkt angrenzend an Borschemich (neu), umgesiedelt. Der Umsiedlungsort für Kuckum heißt Kuckum (neu).
Die politische Entscheidung über die Weiterführung des Tagebaus Garzweiler wurde im März 2021 bis Ende 2026 ausgesetzt. Im Oktober 2022 entschied RWE, die Kohlevorkommen unter dem Ort nicht zu erschließen.
Durch Beschluss des Rates der Stadt Erkelenz vom 14. Mai 2025 wird der Ort ab dem 1. Juli 2026 von Kuckum in Alt-Kuckum umbenannt werden.

### Bevölkerungsentwicklung
Einwohnerzahlen der Ortschaft Kuckum (Einwohnerzahlenentwicklung durch die Umsiedlung)
| Jahr | Ew. |
| ---- | --- |
| 2008 | 468 |
| 2009 | 472 |
| 2010 | 487 |
| 2011 | 484 |
| 2012 | 476 |
| 2013 | 455 |
| 2014 | 465 |
| 2015 | 461 |
| 2016 | 453 |
| 2017 | 439 |
| 2018 | 404 |
| 2019 | 291 |
| 2020 | 228 |
| 2021 | 208 |
| 2022 | 310 |

### Ortsname
Verschiedene Schreibweisen des Ortsnamens liegen vor. 1300 Kucheym, 1398 Kocheim, 1456 Kuckhem, 1470 Koukkum, 1474 Kockem, 1535 Kuckum, 1557 Cocheim. Der Ortsname besteht aus dem Wort Kuch- oder Kuck und dem Grundwort -heim. Das Beiwort leitet sich von dem althochdeutschen Personennamen Gug oder Gugo ab. Die -heim Ortsnamen stammen aus der ältesten fränkischen Landnahmezeit. Orte aus dieser Periode wurden schon im 6. Jahrhundert gegründet. Kuckum bedeutet Heim des Gugo.

### Kuckumer Windmühle
Die Windmühle lag an der Straßenkreuzung Kuckum-Venrath Lützerath-Venrath. Anfang des 19. Jahrhunderts wurde sie errichtet und 1901 abgebrochen.

### Religion

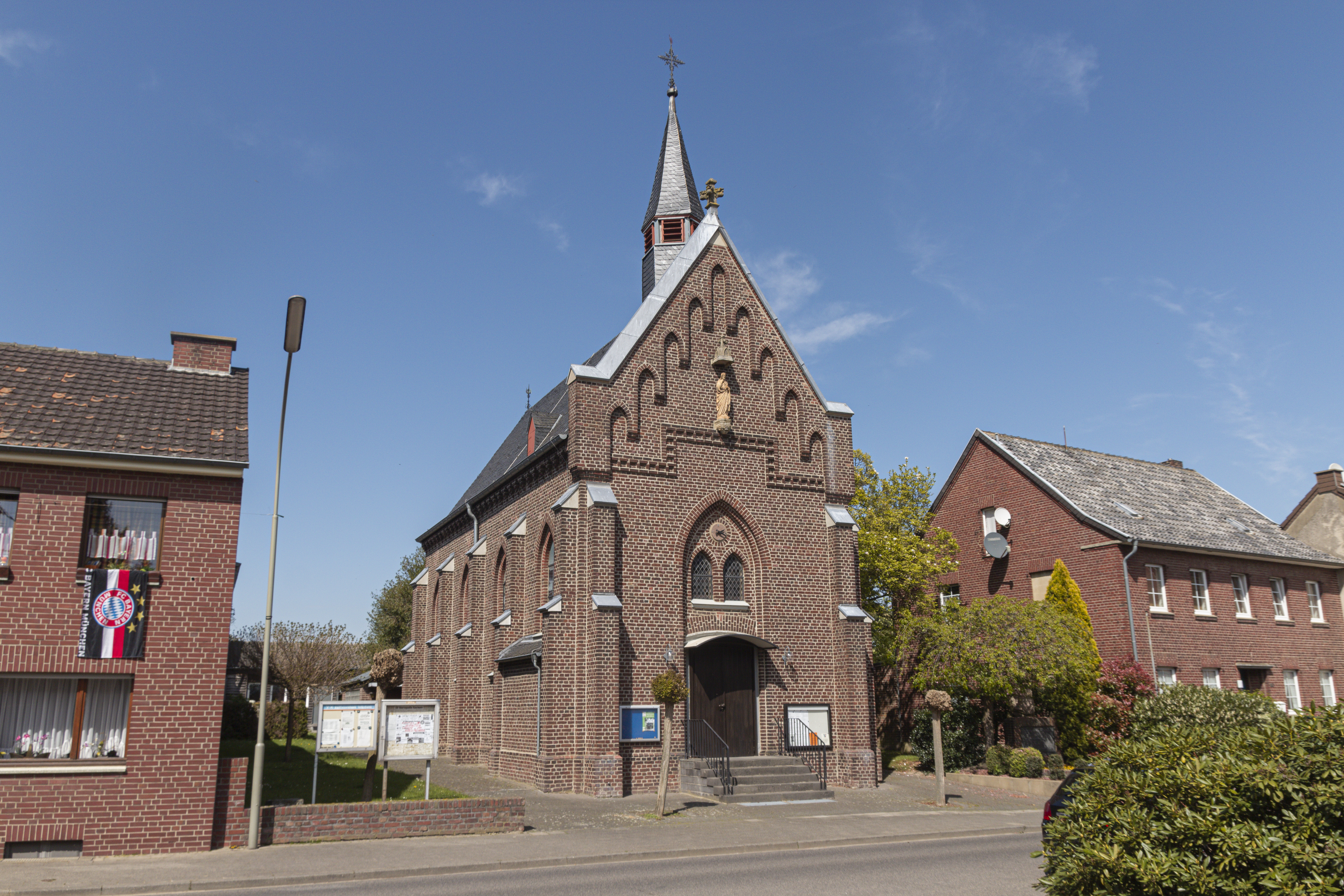
Kuckumer Kirche

Die Bevölkerung ist mehrheitlich katholisch. Kuckum gehörte bis 1923 zur Pfarre Wanlo. 1535 wurde erstmals eine Kapelle erwähnt. Standort war ein kleiner Platz auf der Dorfstraße an der Einmündung des Westricher Weges. 1794, noch vor dem Einmarsch der französischen Revolutionstruppen, wurde sie neu erbaut.
Um eine größere Kirche zu erstellen, wurde 1888 ein Kapellenbauverein gegründet. Die Kapelle wurde abgerissen und an gleicher Stelle eine neugotische Kirche erbaut. 1890 wurde der Grundstein gelegt, die Kirche wurde 1891 schon benutzt und am 16. Mai 1893 geweiht. Am 10. Juli 1921 bekam Kuckum einen eigenen Pfarrrektor. Am 7. März 1923 wurde Kuckum zur Kapellengemeinde mit eigener Vermögensverwaltung erhoben. Seit dem 1. Januar 2010 wurde die Kapellengemeinde mit weiteren Pfarrgemeinden zur Pfarrgemeinde St. Maria und Elisabeth Erkelenz fusioniert.
Die Kirche ist wie ihr Vorgängerbau, die Kapelle, dem Heiligen Kreuz geweiht.
1925 wurde ein Friedhof eingeweiht, bis dahin wurde der Friedhof in Wanlo benutzt.
Die evangelischen Einwohner gehören zur Kirchengemeinde Wickrathberg.

## Kultur und Sehenswürdigkeiten

### Sehenswürdigkeiten
- Barockes Wegekreuz von 1725 an der ehemaligen Kuckumer Mühle
- Die Statuen St. Maria Magdalena und Jesus Christus an der Kuckumer Quelle wurden 1966 als private Gedenkstätte errichtet.

### Regelmäßige Veranstaltungen
- Schützen- und Heimatfest
- Das Oktoberfest im Doppelfestzelt hat einen legendären Ruf.

### Vereine
- SV Niersquelle Kuckum 1927
- St. Antonius-Schützenbruderschaft Kuckum 1909
- Angelfreunde Kuckum e. V.

## Infrastruktur und Verkehr

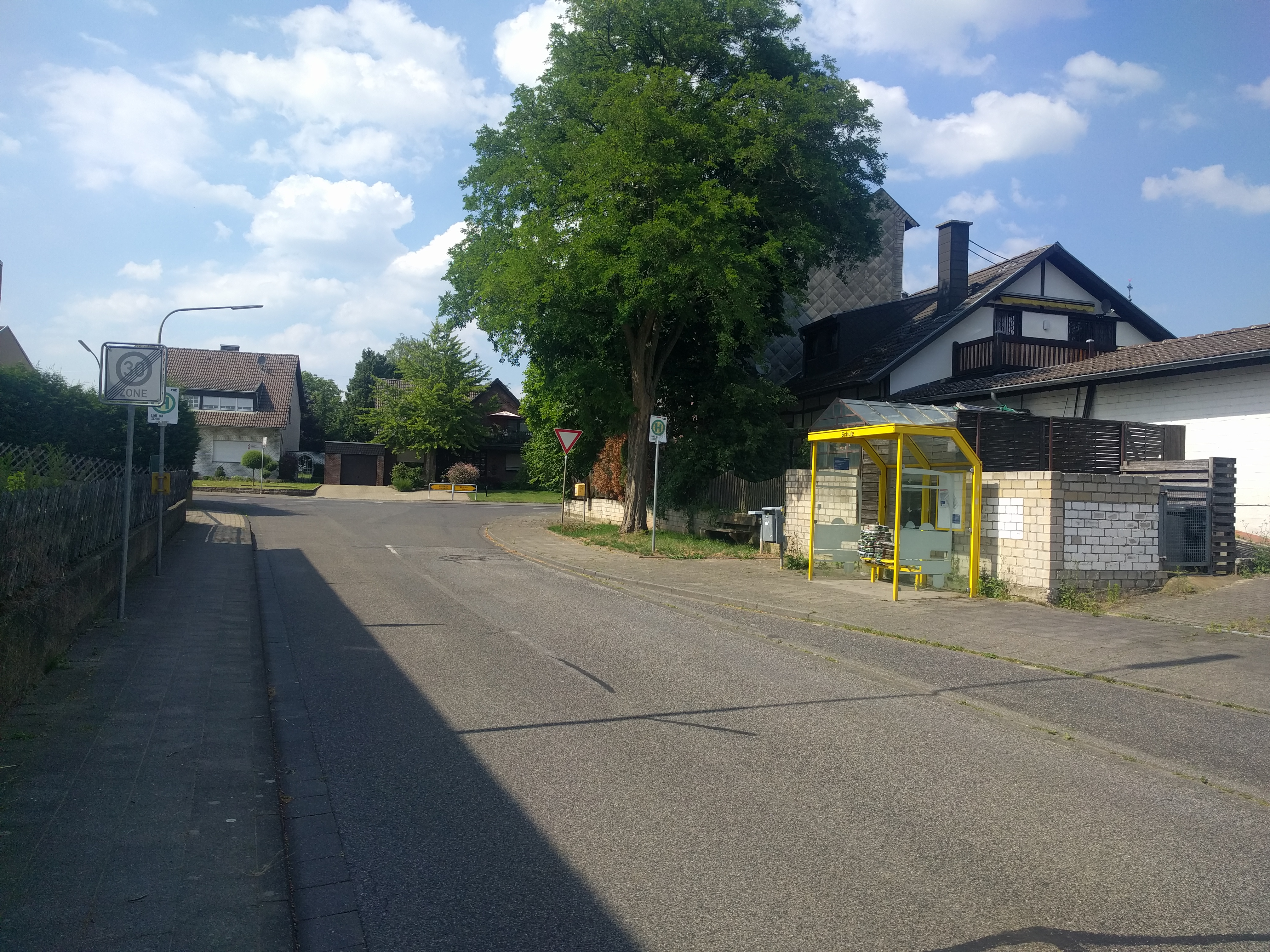
Bushaltestelle

Die Freiwillige Feuerwehr Erkelenz hat eine Löschgruppe in Kuckum.
Die AVV-Buslinie EK1 der WestVerkehr verbindet Kuckum wochentags mit Erkelenz, Keyenberg und Holzweiler.
Zudem verkehrt der Multi-Bus seit dem 9. Juni 2024 kreisweit erweitert und zu einheitlichen Bedienzeiten. Mehr Informationen gibt es bei WestVerkehr.
| Linie | Verlauf |
| ----- | --- |
| EK1   | (Erkelenz ZOB →) Erkelenz Bf → Wockerath → Terheeg → Venrath → Kuckum → (Berverath →) Unterwestrich → Abzw. Oberwestrich → Keyenberg → Holzweiler → Kückhoven → Immerath (neu) → Bellinghoven → Erkelenz Bf (→ Erkelenz ZOB) |

## Persönlichkeiten
- Egidius Post (* 25. Juli 1891 in Köln; † 20. März 1965 in Wickrath) war über 40 Jahre Lehrer an der einklassigen Volksschule. Er war Ortsvorsteher von Kuckum und der erste Bürgermeister nach dem Zweiten Weltkrieg. Am 18. Dezember 1957 erhielt er das Bundesverdienstkreuz. In Kuckum ist eine Straße nach ihm benannt.
- Dr. med. Heinrich Heinrichs (* 6. April 1865 in Kuckum; † 18. Januar 1948 in Kuckum) ließ sich 1897 in seinem Geburtsort als Landarzt nieder. In Kuckum ist eine Straße nach ihm benannt.
- Wilhelm Ohlert (* 30. August 188x in Engelgau/Kreis Schleiden; † 22. Juni 1967 in Wickrath) war von 1923 bis 1963 Pfarrer in Kuckum gewesen. In Kuckum ist eine Straße nach ihm benannt.
- Helmut Clever bekam 2004 als zweiter Kuckumer das Bundesverdienstkreuz für sein Engagement und seine Leistungen im Vereinsleben. Helmut Clever ist Ehrenvorsitzender des SV Niersquelle Kuckum. Der Kuckumer Fußballplatz trägt den Namen „Helmut-Clever-Stadion“.

## Trivia
Im August 1998 erlangte Kuckum bundesweite Berühmtheit. Es gelang dem Rotnackenwallaby „Manni“, aus seinem Gehege im Bad Pyrmonter Tierpark zu entwischen. Das Beuteltier schaffte es in den folgenden Tagen, zeitgleich in Bad Pyrmont, Chemnitz und in Kuckum gesehen zu werden. Schließlich wurde Manni in einem Feld bei Kuckum von seinen Verfolgern gestellt.